# 越南白甲魚
越南白甲魚（学名：[Onychostoma uniforme] 错误：{{Lang}}：文本有斜体标记（帮助））為輻鰭魚綱鯉形目鲤科白甲魚屬的其中一種。分布於亞洲越南淡水流域，棲息在河川底中層水域，生活習性不明。

## 扩展阅读
維基物種上的相關：越南白甲魚